# Кучерявка
Кучерявка (Ulota) — рід мохів, що включає 69 видів, поширених у всьому світі, хоча більшість видів зустрічаються в південній півкулі.
Як правило, ростуть пучком на субстраті. Колір пучків може варіюватися від темно-зеленого у верхній частині пучка до більш темно-коричневого/червоного біля основи подушки. Листки від довгастих до лінійно-ланцетних прикріплені до прямовисного стебла, і можуть бути злегка зігнуті до повного скручування, коли висохнуть. Середня жилка проходить по всій довжині листа. Спорангій розташований на вершині ніжки; між видами Ulota є варіація в довжині ніжок, що може бути корисною ознакою при класифікації видів. Спорангій має перистомні зуби диплолепідні, з 8-16 екзостомними зубцями та 8 ендостомними зубцями. 

## Види
- U. angusti-limbata E.B. Bartram
- U. angustissima Müller Hal.
- U. aurantiaca Dusen ex Malta
- U. barclayi Mitt.
- U. bellii Malta
- U. billbuckii Garilleti, Mazimpaka & F. Lara
- U. breviseta Malta
- U. bruchii Hornsch.
- U. calvescens Wilson
- U. carinata Mitt.
- U. cervina Hoe & H.A. Crum
- U. coarctata (P. Beauv.) Hammar
- U. cochleata Venturi
- U. crispa (Hedw.) Bridel
- U. crispula Bruch
- U. curvifolia (Wahlenb.) Lilj.
- U. delicata Q.-H. Wang & Y. Jia
- U. dixonii Malta
- U. drummondii (Hook. & Grev.) Brid.
- U. ecklonii Hornsch. A. Jaeger
- U. eurystoma Nog.
- U. fernandeziana Malta
- U. fuegiana Mitt.
- U. fulva Brid.
- U. germana (Mont.) Mitt.
- U. gigantospora F. Lara, Caparrós & Garilleti
- U. glabella Mitt.
- U. gymnostoma Guo, Enroth & Virtanen
- U. hutchinsiae var. hutchinsiae]] (Sm.) Hammar
- U. hutchinsiae var. rufescens]] (E. Britton) Dixon
- U. japonica (Sull. & Lesq.) Mitt.
- U. larrainii Garilleti, Mazimpaka & F. Lara
- U. laticiliata Malta
- U. latisegmenta Q.-H. Wang & Y. Jia
- U. lativentrosa Müll. Hal. ex Malta
- U. longifolia Dixon & Sakurai
- U. lutea var. lutea (Hook. f. & Wilson) Mitt.
- U. lutea var. robusta Dixon ex Malta
- U. luteola (Hook. f. & Wilson) Mitt.
- U. macrocalycina Mitt.
- U. macrodontia Dusén ex Malta
- U. macrospora Baur & Warnst.
- U. magellanica (Mont.) A. Jaeger
- U. megalospora Venturi
- U. membranata Malta
- U. morrisonensis Horik.
- U. novae-seelandiaei Sainsbury
- U. novo-guinensis Bartram
- U. obtusiuscula Müll. Hal. & Kindb.
- U. perbreviseta Dixon & Sakurai
- U. perichaetialis (Sainsbury) Goffinet
- U. phyllantha Brid.
- U. phyllanthoides (Müll. Hal.) Kindb.
- U. pusilla Malta
- U. pycnophylla Dusén ex Malta
- U. pygmaeothecia (Müll. Hal.) Kindb.
- U. rehmannii Jur.
- U. reptans Mitt.
- U. rhytiore (B.H. Allen) F. Lara, Garilleti, Albertos & Mazimpaka
- U. robusta Mitt.
- U. rubella E.B. Bartram
- U. rufula (Mitt.) A. Jaeger
- U. schmidii (Müll. Hal.) Mitt.
- U. splendida E.B. Bartram
- U. streptodon Garilleti, Mazimpaka & F. Lara
- U. ventricosa (Müll. Hal.) Malta
- U. viridis Venturi
- U. yakushimensis Z. Iwatsuki
- U. yunnanensis F. Lara, Caparrós & Garilleti